# Liste der Monuments historiques in Berru
Die Liste der Monuments historiques in Berru führt die Monuments historiques in der französischen Gemeinde Berru auf.

## Liste der Immobilien
| Bezeichnung      | Beschreibung                    | Standort                 | Kennzeichnung | Schutzstatus | Datum | Bild           |
| ---------------- | ------------------------------- | ------------------------ | ------------- | ------------ | ----- | -------------- |
| Kirche St-Martin | aus dem 12. und 13. Jahrhundert | Place de l’Église (Lage) | PA00078589    | Classé       | 1921  | weitere Bilder |

## Liste der Objekte
| Bezeichnung              | Beschreibung                                                                  | Standort                       | Kennzeichnung | Schutzstatus | Datum | Bild |
| ------------------------ | ----------------------------------------------------------------------------- | ------------------------------ | ------------- | ------------ | ----- | ---- |
| Skulptur Heiliger Martin | Holz, farbig gefasst und vergoldet, 18. Jahrhundert                           | in der Kirche St-Martin (Lage) | PM51001808    | Inscrit      | 2003  |      |
| Kruzifix                 | Holz, farbig gefasst, Ende des 16. Jahrhunderts, Pierre Jacques zugeschrieben | in der Kirche St-Martin (Lage) | PM51000086    | Classé       | 1908  |      |
| Kelch                    | Silber, vergoldet, Email, bezeichnet 1575                                     | in der Kirche St-Martin (Lage) | PM51000085    | Classé       | 1896  |      |